# Eusebio Figueroa Oreamuno
Eusebio Figueroa Oreamuno (Cartago, 1827 - San José, 1883) fue un político y abogado costarricense.

## Biografía
Nació en Cartago, el año de 1827. Sus padres fueron Antonio Figueroa y Álvarez y Ramona Estefanía Oreamuno y Jiménez, hija de Joaquín de Oreamuno y Muñoz de la Trinidad, comandante general de las Armas en marzo de 1823. Se casó con Cristina Espinach Bonilla.

## Estudios
Cursó estudios en la Universidad Oriental de Nicaragua, donde obtuvo el grado de Doctor en leyes.

## Cargos públicos en Nicaragua
Fue asesor del Consulado de Comercio, fiscal general del Ejército, redactor de la Gaceta Oficial y miembro de la Cámara de Representantes, secretario de las Legaciones de Nicaragua en Guatemala y Francia y ministro plenipotenciario de Nicaragua en varios países de Centroamérica.

## Cargos públicos en Costa Rica
Fue redactor de la Gaceta Oficial, ministro de Costa Rica en El Salvador en 1863, Fiscal y Magistrado de la Corte Suprema de Justicia, Secretario de Gobernación y carteras anexas de 1868 a 1869, Vicepresidente de la Asamblea Constituyente de 1869, y Primer Designado a la Presidencia de 1869 a 1870, Encargado interino de la Presidencia del 21 al 22 de mayo de 1869, ministro de Costa Rica en Europa de 1869 a 1870 y Secretario de Relaciones Exteriores y carteras anexas de mayo de 1883 hasta su muerte.

## Presidente de la Corte Suprema de Justicia
El 1° de agosto de 1876 fue designado por el presidente Vicente Herrera Zeledón como magistrado de la Corte Suprema de Justicia de Costa Rica, pero como el presidente designado, Vicente Sáenz Llorente, declinó el cargo, el 3 de ese mismo mes fue nombrado titular de la presidencia del alto tribunal. Fue reelegido como presidente de la Corte en octubre de 1877 por el Gran Consejo Nacional y desempeñó el cargo hasta octubre de 1878.

## Otras actividades
Fue Catedrático de Derecho, miembro de la Dirección de Estudios y Rector (1866-1867 y mayo-junio de 1883) de la Universidad de Santo Tomás. Promovió la fundación del Colegio de Abogados de Costa Rica, del que fue el primer Presidente (1881).

## Muerte
Murió en San José, el año de 1883, en duelo con el ministro Plenipotenciario de Costa Rica en España, León Fernández Bonilla.